# Ácido pentadecanoico
El Ácido pentadecanoico, también conocido como ácido pentadecílico,  es un ácido graso saturado. Su fórmula molecular es CH3 (CH2)13COOH. No es común en la naturaleza, si bien se encuentra en concentración de 1,2% en la grasa de la leche de vaca.
La mantequilla, de leche de vaca, es su principal fuente dietética, y se utiliza como un marcador para el consumo de lípidos.
El ácido pentadecanoico también puede encontrarse en la  grasa  de cordero.
Se ha comprobado que puede aumentar la transmisión de madre a hijo del VIH a través de la leche materna.